# Борсук європейський
Борсу́к європе́йський, або лісовий, язве́ць, харсу́н (Meles meles) — вид класу Ссавці (Mammalia) ряду Хижі (Carnivora) родини Куницеві (Mustelidae). Тварини цього виду ведуть наземний спосіб життя, риють підземні сховища — нори — складної будови. Активні переважно в темний час доби. Мають широкий спектр живлення. У північній частині ареалу впадають у зимовий сон.

## Таксономія

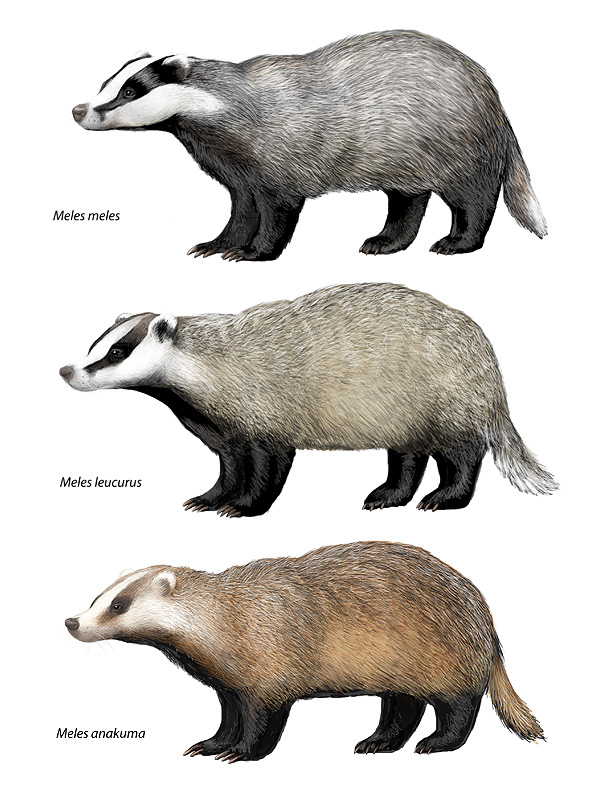
Види борсуків

### Родинні стосунки
Систематика борсуків постійно переглядається. Наразі фахівці схильні поділяти «великий» колишній вид «борсук звичайний» на три види: борсук європейський, Meles meles (Linnaeus, 1758), борсук азійський Meles leucurus (Hodgson, 1847) та борсук японський Meles anakuma (Temminik, 1844). Вони добре розрізняються за морфологічними та краніологічними ознаками, особливостями забарвлення. Їхні ареали не перекриваються.

### Підвиди
Вид борсук європейський (M. meles) поділяють на три підвиди:
- європейський борсук M. m. meles (L., 1758), до якого належать усі популяції Європи та європейської частини Росії (на схід до Волги);
- азійський підвид M. m. canescens (Blanford, 1875), до якого належать популяції Кавказу, Малої Азії, Копетдага, Паміро-Алаю та західного Тянь-Шаню;
- норвезький борсук M. m. milleri (Baryshnikov, Puzachenko et Abramov, 2003), що населяє південно-західну частину Норвегії.

## Морфологія

### Загальна морфологія
Тіло міцне, товсте, клиноподібне, вкрите грубим, розпушеним, звисаючим, переважно остьовим хутром та обрідним, м'яким і пухнастим підшерстям. Гола на кінці морда загострена, очі малі. Вуха короткі, округлі. Шия товста, конусоподібна. Хвіст короткий. Ноги присадкуваті, масивні, ступні широкі, стопохідні, пальці масивні з довгими кігтями. Сосків шість.
Довжина тіла самців становить 62-90 см, хвоста — 12-20 см, ступні — 9-13 см. самиці дещо менші. Маса тварин значно коливається впродовж року. Влітку самці важать 7-13 кг, восени їхня вага може сягати 20 кг.
Хутро полово-сіре з домішкою темного на спині та половим відтінком на боках. Навколо рота й спереду морда біла. Така ж широка біла смуга проходить зверху голови до потилиці й шиї. Очі обведені чорною смугою, що позаду розширюється і охоплює вуха знизу та непомітно зливається з темним хутром верхньої частини шиї. Під чорною смугою з боків голови йде біле пасмо, яке охоплює знизу носовий відділ, щоки та шию з боків і закінчується далеко позаду вух. Підборіддя, горло, шия, груди, черево, лапи й пальці чорні. Нижня щелепа спереду облямована білою смугою. Пахова ділянка полово-буро-сірого кольору.

### Череп та зубна система

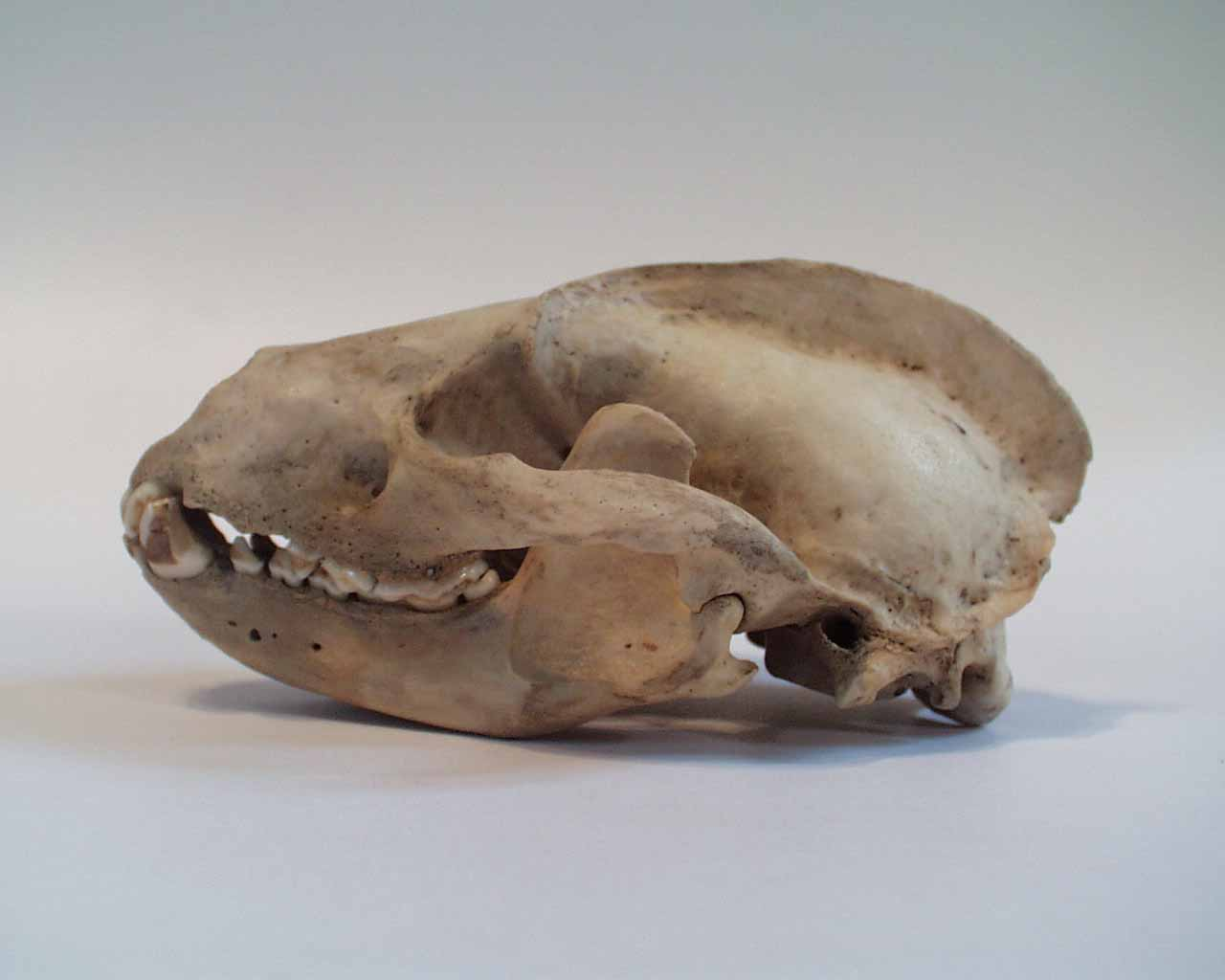
Череп борсука (добре видно величезний сагітальний гребінь)

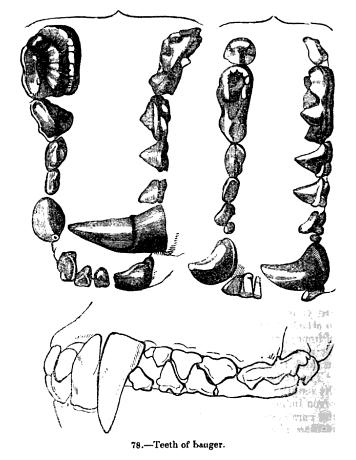
Зубна система борсука

Череп борсука видовжений, із розвиненою лицьовою частиною, з потужними сагітальним та потиличним гребенями. Мозкова коробка помірно розвинена. Виличні дуги вузькі спереду та широко розведені ззаду.
Зубна система борсука складається з 38 (34-38) зубів, у тому числі:
- у верхній щелепі — 3 різці, 1 ікло, 4 премоляри (перший, заікловий — ледь помітний і часто редукований, останній — величезний) та 1 моляр; разом 3+1+4+1 = 9х2 = 18 (при редукції заіклового премоляру в окремих популяціях — 3+1+3+1 = 8х2 = 16);
- у мандибулі — 3 різці, 1 ікло, 4 премоляри (перший, заікловий — дуже малий) та 2 моляри (з них перший — дуже великий). Про одні з найбільших зубів див. Хижі зуби — 4-й верхній премоляр (останній передкутній, pM4) та перший нижній моляр (перший кутній, M1).); разом 3+1+4+2 = 10х2 = 20 зубів.

Окремі автори відзначають меншу кількість зубів: 36 або 34 зубів за іншими даними, зубна формула — I3/3, C1/1, P4/4, M1/2 = 38.. Зменшення кількості зубів до 36 або навіть 34 пов'язано з редукцією верхніх малих (заіклових) премолярів (тоді 36) або одночасно верхніх та нижніх малих заіклових премолярів (тоді 34 зуби).

## Поширення

### Загальний опис ареалу

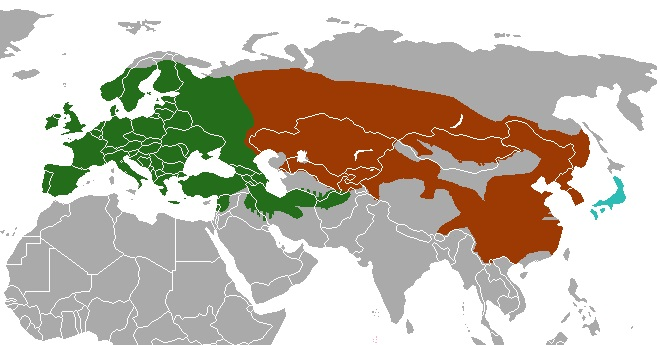
Ареал борсука європейського та його просторові взаємини з борсуком азійським: ці види є вікарними.

Борсук європейський поширений в усій Європі, на схід до р. Волга, в Малій та Передній Азії, на Кавказі, півночі Ірану та Афганістану, півдні Середньої Азії.
Ареал борсука європейського на сході (орієнтовно по Уралу) межує з ареалом борсука азійського (Meles leucurus). Подібні пари вікарних видів, тобто видів, які заміщують один одного у просторі, серед ссавців відомі також для сарни європейської порівняно із сарною азійською, куниці лісової порівняно з соболем тощо.

### Поширення в Україні

Сучасне поширення борсука європейського (Meles meles) на сході України. Сіра заливка — ареал на середину ХХ ст., лінія — на початок 80-х років ХХ ст.

В Україні борсук населяє всі природні зони, проте його поселення розподілені нерівномірно. Вважається рідкісним у рівнинних степах південних областей. На 1951—1961 роки щільність популяції борсука становила 1,8 особин на 1000 га у лісостепових районах, 1,2 особини на 1000 га у степу та 0,5 особин на 1000 га на Поліссі.
Проте, навесні 2021 року, збільшення популяції борсуків було зафіксовано у Національному природному парку «Тузловські лимани».
Станом на 1995—2000 роки, для території Західної України відомо, що найбільша щільність популяції борсука виявлена в районах Розточчя та Вороняк (Львівська область) і в Тисьменицькому р-ні Івано-Франківської області (заказник «Козакова долина») — у межах 7-8 особин на 1000 гектарів придатних для виду угідь. Оптимальна щільність зберігається також у букових пралісах Угольського та Широколужанського лісових масивів Карпатського БЗ (Закарпатська область), де обліковано від 2 до 4 особин, і на території Путильського ДЛГ та Вижницького НПП (Чернівецька область) — 2-3 особини на 1000 га. Така ж щільність населення виду спостерігається на Поділлі (Тернопільська та Хмельницька область).
Дещо нижчі її величини відмічені в межах Верхнього Дністра. В районі Верхньодністровських Бескидів, Стільського горбогір'я та Ходорівського Опілля вона становить від 1 до 2 особин на 1000 га. Найменша щільність популяції спостерігається у високогірних районах Українських Карпат і в межах Малого й Волинського Полісся. Зокрема, на Івано-Франківщині в районі Центральних Ґорґан трапляється 1,9 особини і в НПП «Синевир» (Закарпатська область) — 1,7 особини на 1000 га.
Достатньо низькі показники щільності виявлені в лісових масивах ДМГ «Сколе» — 0,8 особини, Свалявського ДЛГ — 0,4 особини, Шацького НПП — 0,3, Карпатського НПП — 0,2 особини на 1000 га.
По інших областях України докладних даних немає, але у східному регіоні спостерігається стала тенденція до збільшення чисельності та заселення степових ділянок.

## Просторова організація популяцій

### Сімейні ділянки
Просторова організація популяцій борсуків залежить від особливостей розташування ділянок окремих сімейних груп. Кожна сімейна ділянка формується за рахунок діяльності всіх членів сімейної групи. В умовах низької чисельності тварини можуть вести самотній спосіб життя.
Від щільності популяції залежить територіальна поведінка борсука. Так, в умовах високої щільності для борсуків характерне використання маленьких сімейних ділянок з чітко визначеною головною норою. Кордони сімейної ділянки інтенсивно маркуються, але інколи спостерігається й значне перекриття сусідніх територій. Коли щільність популяції низька, тварини мешкають на великих за площею сімейних ділянках. У цьому випадку головне сховище може бути не визначеним. Загалом, площа сімейної ділянки борсуків становить від 35 до 400 га.
Конфігурація та площа сімейної території залежать від кількості та розповсюдження кормових об'єктів, наявності місць, зручних для створення сховищ тощо.

### Соціальна поведінка

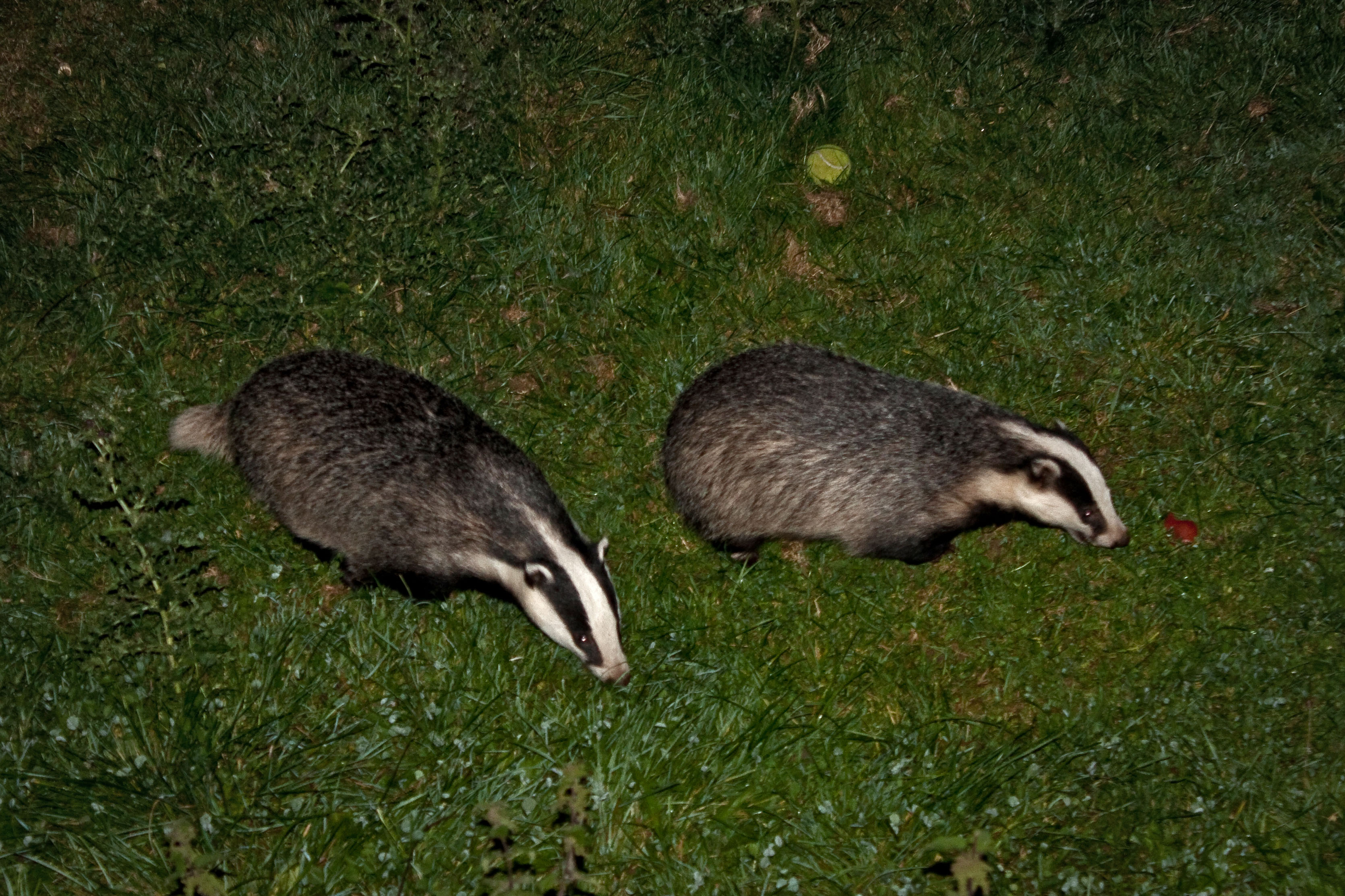
Борсуки на прогулянці

Серед представників родини Куницевих (Mustelidae) борсук європейський виділяється тим, що має значну мінливість соціальної організації популяцій у різних частинах ареалу. Він може мешкати численними сімейними групами, парами, вести поодинокий спосіб життя. В Англії одна сімейна група борсуків налічувала 25 тварин. Особини однієї сімейної групи спільно використовували сімейну ділянку та підземні сховища, але не кооперувалися для добування корму, захисту від хижаків чи виховання дитинчат.
Найпопулярніша гіпотеза, яку застосовують для пояснення формування групового способу життя борсука європейського, — Гіпотеза розподілу ресурсів (Resource Dispersion Hypothesis, RDH).

### Підземні сховища

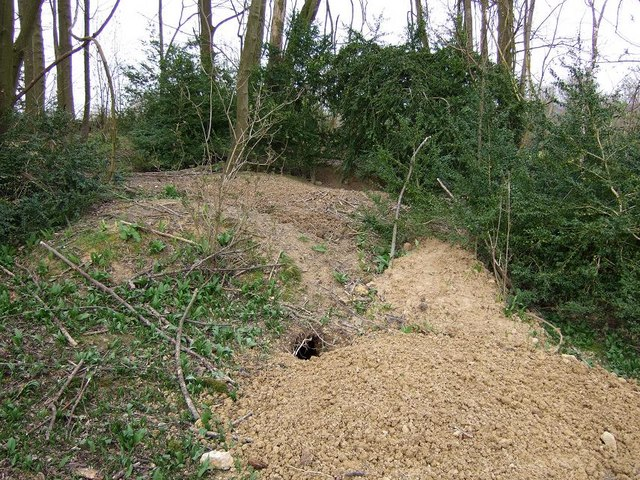
Нора борсука

Серед найцікавіших аспектів екології борсука є створення та використання ним різних видів підземних сховищ та формування на їхній основі структури сімейної ділянки. Борсуки в межах сімейної ділянки зазвичай використовують велику кількість підземних сховищ (до 25) та інших схованок для відпочинку в денний час. Підземні сховища борсуків є складними за архітектурою комплексами, які складаються з великої кількості вхідних отворів, камер та тунелів. Серед них виділяють головну нору (англ. main sett) та другорядні (англ. secondary sett, outlier sett).
Головна нора, як правило, більша, ніж інші сховища у межах ділянки. Саме там борсуки перебувають більшу частину свого життя — розмножуються та сплять узимку. Такі нори називають поселенням або «містечком». Найбільша головна нора, яка відома дослідникам, складалася з мережі тунелів завдовжки 879 м, 178 вхідних отворів та 50 камер. Вона охоплювала площу 1,75 га.

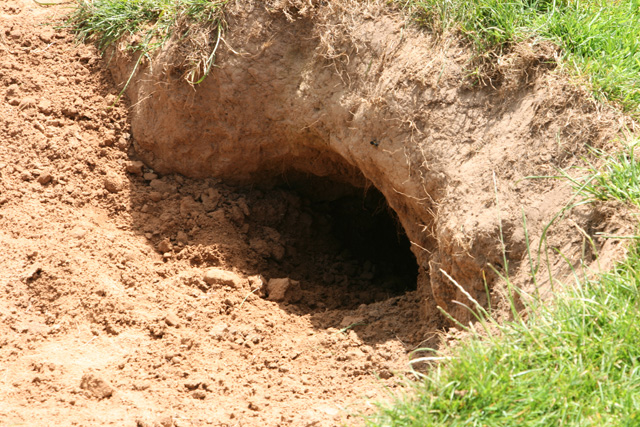
Вхідний отвір нори борсука

Другорядні нори мають простішу будову, більша їх частина має 1—3 вхідних отворів.
Параметри вхідних отворів у поселеннях різняться — висота від 12 до 45 см, ширина від 11 до 50 см. Отвори в перетині овальні, висота менша за ширину. Підземні сховища борсуки будують так, щоб забезпечити добру вентиляцію в теплий період року та сталу температуру ходів і камер узимку, що має важливе значення для зимового сну. У головних норах вони регулярно міняють гніздову підстилку та камери для денного сну, що зменшує кількість ектопаразитів у сховищі.
Нори борсуків можуть існувати десятки або навіть сотні років. Якщо сімейна група зростає, у поселеннях з'являються нові камери та вхідні отвори. Коли кількість тварин мала, борсуки підтримують лише кілька вхідних отворів, тоді як решта сховища може занепадати.
Розташування нор залежить від умов ґрунту (легкість риття та залягання ґрунтових вод), лісорослинних умов, віддаленості від джерел води, кількості та розміщення кормових об'єктів, факторів турбування тощо.

## Особливості біології

### Спосіб життя

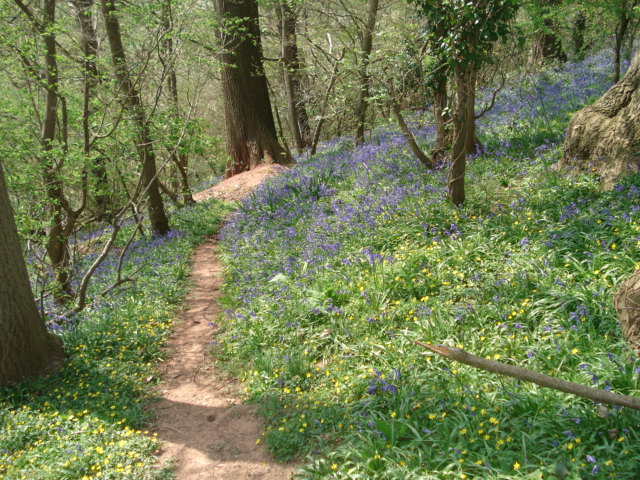
Стежка борсука у межах сімейної ділянки

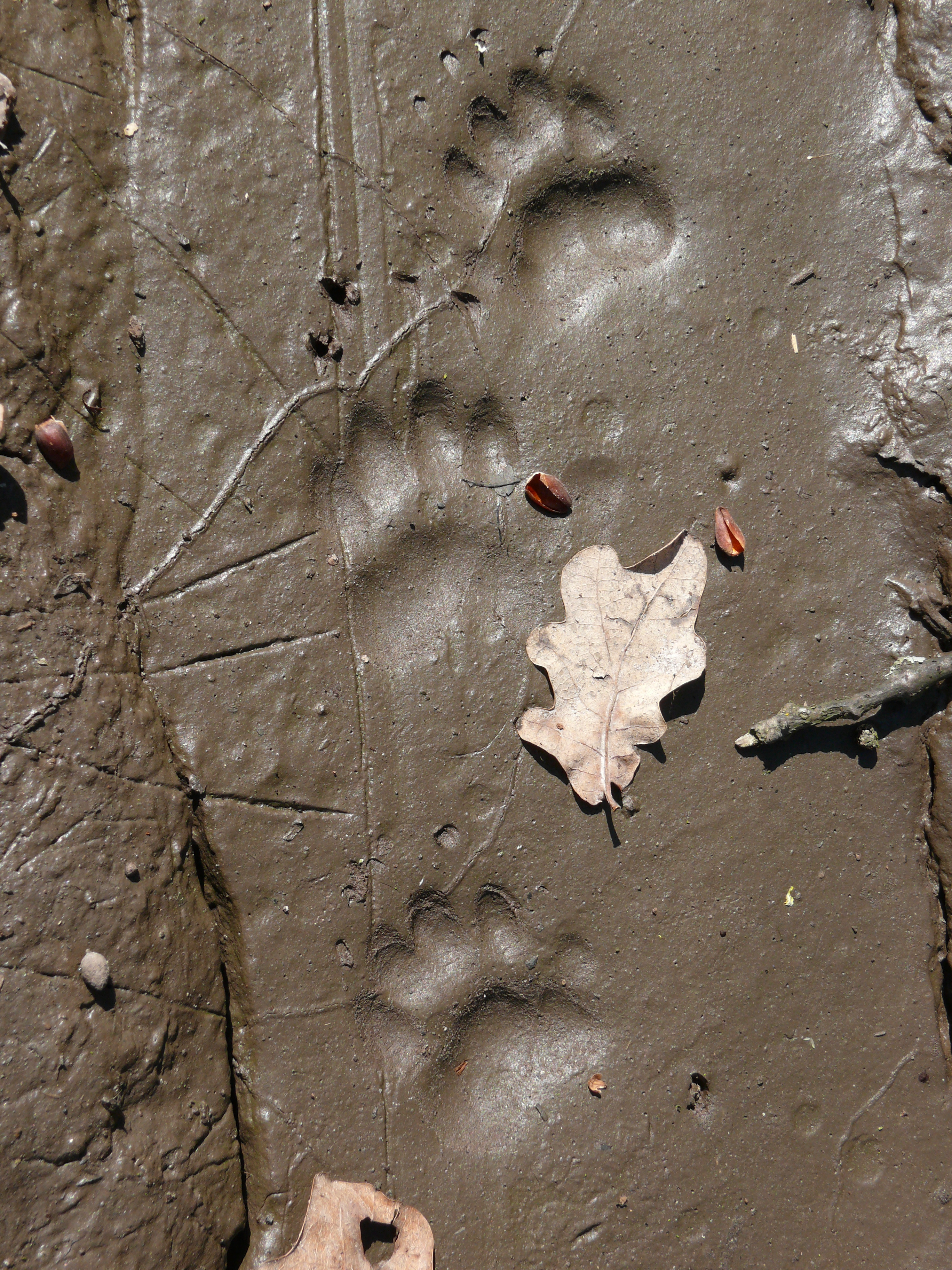
Сліди борсука

Борсук веде осілий спосіб життя. Оселяється в лісах усіх типів, у відкритих біотопах, там де є добрі захисні умови у вигляді чагарників. Для побудови поселень частіше обирає місця з ґрунтом, зручним для риття, та природними нерівностями рельєфу: яри, балки, круті береги водойм. Може жити поряд із людиною й навіть у містах.
Борсук європейський активний переважно в темний час доби. На полювання виходить у сутінках. Пересуваючись сімейною ділянкою у пошуках поживи, борсук відвідує другорядні сховища. Самці можуть залишатися у простих норах для денного сну. Самиці консервативні, вони більше часу проводять у головних «містечках», там народжують дитинчат.
Сімейною територією борсуки пересуваються стежками, які поєднують між собою підземні сховища, кормові ділянки, місця водопою.

### Річний цикл
У борсуків простежуються сезонні зміни річного циклу життя. Найбільш помітні вони в північній частині ареалу. Взимку тварини сплять у головних поселеннях. Зимовий сон борсука не міцний і не є зимовою сплячкою, характерною для дрібніших тварин. Попри те, що температура тіла тварин у цей час знижується, борсук може прокидатись під час відлиг і виходити на поверхню. Зимовий сон — це пристосування до умов холодного клімату з багатосніжною зимою, коли кормові об'єкти стають недоступні.
Навесні борсуки прокидаються. У цей час народжуються дитинчата. Увесь теплий період борсуки виховують молодняк. Парування може відбуватися з лютого до вересня. Восени борсуки активно живляться, щоб накопичити запаси жиру, який забезпечуватиме їм довгий зимовий сон.
Використання другорядних сховищ різниться за порами року. У зимовий час борсуки майже їх не відвідують, окрім періодів відлиг, під час яких вони прокидаються і можуть пересуватися в норах та між норами. Навесні та восени можуть використовувати різні нори. У літній період тварини відвідують максимальну кількість сховищ. Незважаючи на велику кількість досліджень, присвячених ролі другорядних нір у життєдіяльності борсуків, єдиної думки щодо причин їхнього створення немає.

### Живлення

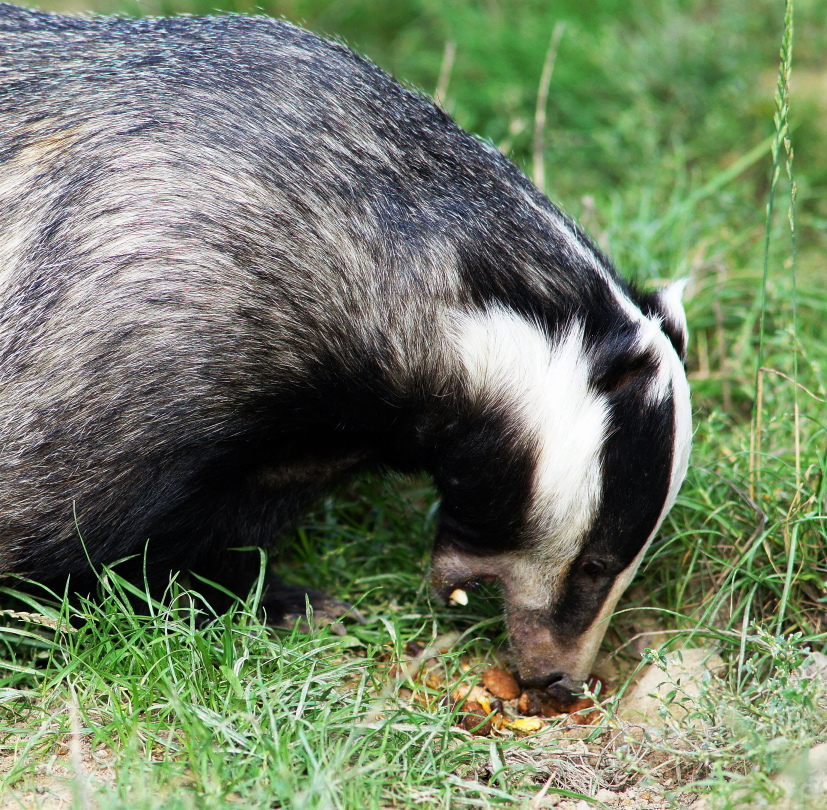
Борсук з поживою

Загалом борсук споживає різноманітні кормові об'єкти, як тваринного, так і рослинного походження: комах та інших безхребетних, амфібій, дрібних ссавців, фрукти, кореневища тощо. Відомо, що в Англії основу живлення борсука європейського складають дощові черви. Для інших популяцій дослідники відзначають сезонні зміни основних видів кормів.
Кількість тих чи інших кормів залежить не тільки від сезону, але й від кліматичних особливостей року. Температура та кількість опадів особливо впливають на стан популяцій безхребетних (основних кормових об'єктів у багатьох частинах ареалу), отже й на популяції борсуків. Вища смертність серед тварин, як молодих, так і дорослих, спостерігається у сухі роки з високою середньою температурою.
Навпаки, деякі вчені вважають, що завдяки всеїдності трофічний фактор суттєво не впливає на стан і динаміку популяції.

### Розмноження та розвиток
Спарювання у борсука європейського може відбуватися з лютого по вересень. Після запліднення у розвитку ембріона спостерігається довга стадія спокою — ембріональна діапауза. Вагітність може становити від 270 днів (спарювання влітку) до 376 днів (спарювання наприкінці зими). Борсучиха народжує дитинчат у головній норі в лютому-березні. Всього борсучат може бути 1—6, зазвичай 2—3. Наприкінці третього тижня життя у малюків відкриваються слухові проходи, на 35—42 день — очі. Молочні зуби з'являються через місяць після народження, у 2,5 місяця починають змінюватись на постійні.
До самостійного живлення молоді борсуки переходять, починаючи з віку 3—3,5 місяців. Статевої зрілості досягають на другий рік життя. Тривалість життя борсука може становити 15 років, але в середньому — 5—6 років.

## Паразити й хвороби
Паразити й хвороби можуть впливати на чисельність борсука європейського. Розповсюдженими є гельмінтозні інвазії — нематоди (Trichinella spiralis, Thominx aerophilis), цестоди (Diphyllobothrium latum, Mesocestoides lineatus) та інші.
Борсук може бути переносником збудника туберкульозу великої рогатої худоби (Micobacterium bovis) та сказу (Rabies virus).
У вологі роки спостерігається підвищення смертності серед молодих борсуків через збільшення зараженості паразитами.

## Значення та охорона

### Біогеоценотична роль
Борсук — один з найактивніших перетворювачів середовища у тваринному світі. Він риє складні за будовою нори, під час створення яких впливає як на ґрунти, так і на організми, що мешкають у них. Місця, які охоплено норами, відрізняється від навколишнього оточення. Тут починають зростати інші види рослин, що збільшує мозаїчність біогеоценозу. Нори борсуків часто використовують лисиці, єноти та інші тварини як сховище від несприятливих умов середовища, так і для розмноження.
У результаті життєдіяльності борсуків у межах їхніх сімейних ділянок виникають довгострокові та короткострокові сигнали біологічного сигнального поля (БСП). Вони несуть інформацію про тварин, які проживають у цій місцевості.

### Борсук та людина

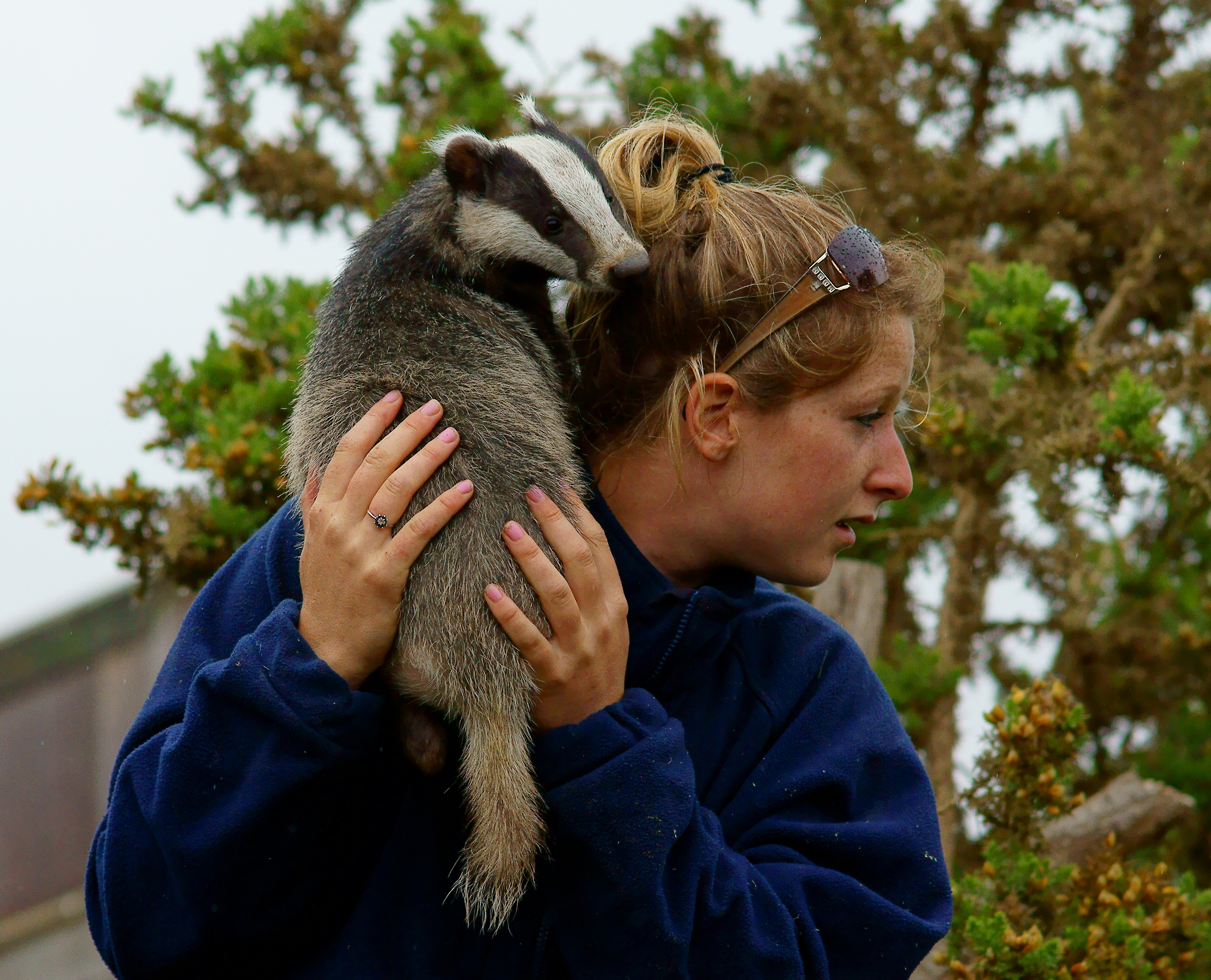
Борсук-сирота та вихователь Лаура

Борсук європейський може переносити небезпечні для людини та свійських тварин хвороби (сказ, туберкульоз великої рогатої худоби тощо). З метою контролю цих захворювань найчастіше чисельність тварин зменшують шляхом прямого знищення або знищення їхніх сховищ. Наразі в Європі в боротьбі зі сказом застосовують вакцинацію тварин у природних середовищах.
У деяких частинах ареалу борсук може створювати сховища в полях, приватних садках, під будівлями. Це може викликати конфлікт між людьми й тваринами.
В Україні ще й досі одним з популярних методів лікування туберкульозу є борсучий жир. Тому часто борсуків відловлюють пастками та петлями саме з метою отримання жиру. Проте, слід зазначити, що ефективним методом лікування цієї хвороби є антибіотики та вчасне звернення до лікаря.
Значну частку живлення борсука становлять безхребетні, серед яких — значна кількість шкідників лісового та сільського господарства.

### Збереження та охорона

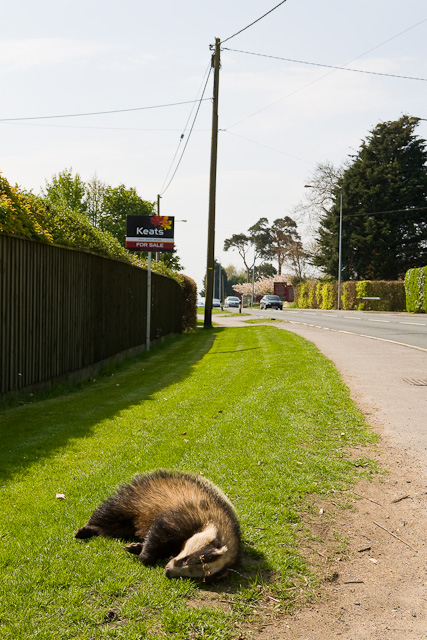
Борсук, якого збила машина

### Фактори загроз
У борсуків майже немає природних ворогів. Загрозу для них інколи можуть становити вовки, рисі й собаки — здичавілі та свійські. Подекуди борсуки страждають від конкуренції з єнотами — інвазійним видом.
Людина впливає на чисельність борсука європейського як позитивно, так і негативно. Господарська діяльність у деяких випадках може призводити до покращення умов живлення тварин або умов норіння. З іншого боку, внаслідок фрагментації природних ділянок мережею автошляхів велика кількість борсуків гине на автодорогах або має пристосовуватись до нових умов існування при знищенні природних оселищ. Проте найбільшу шкоду популяціям борсука завдає пряме переслідування цих звірів людиною та знищення підземних сховищ.

### Охоронний статус
До Червоного списку Міжнародного союзу охорони природи (МСОП) європейський борсук занесений як вид, що перебуває під найменшою загрозою існуванню. Це пояснюється тим, що він є відносно поширеним та його популяції в цілому стабільні. У Центральній та Західній Європі борсука європейського стало більше в останні десятиріччя у зв'язку зі скороченням епізоотії сказу. Але в деяких районах, де ведеться інтенсивна господарська діяльність, його чисельність помітно скоротилася і продовжує скорочуватися через втрату місць існування або знищення його як «шкідника».
Через скорочення чисельності ще в радянські часи борсук європейський був занесений до «Червоної Книги Української РСР» (1980). Після набуття Україною незалежності цей вид було включено до другого видання «Червоної книги України» (ЧКУ) (1994). У новому виданні ЧКУ від 2009 року цей вид був вилучений з переліку «червонокнижних» видів як такий, що відновив свою чисельність.

### 2014— Рік Борсука в Україні

Логотип 9 Міжнародної теріошколи (2002, заповідник Розточчя) із зображенням борсука

За рішенням ХХ Теріологічної школи 2014 рік оголошено Роком Борсука в Україні, що є продовженням традиції визначення виду-символу як об'єкта першочергової уваги науковців та природоохоронців на поточний рік.
До цього номінацію вид року отримували зубр (2009), видра річкова (2010), кажани в цілому в рамках європейського (2011) та міжнародного року кажана (2012), вовчок (2013).

## Борсук у літературі та культурі
Борсук є досить популярним героєм літературних творів у Європі, особливо в Англії. Найвідомішим з них вважається «Вітер у вербах» — дитяча книга англійського письменника Кеннета Грема. Образ борсука є у творі Гаррі Кілворта «Місячний звір», цілій низці книг з серії «Редвол» Джейкса Брайана та інших. У цих творах борсук зображений поважним, сміливим, мудрим звіром. У романах про Гаррі Поттера борсук — символ гуртожитку Гафелпаф.
В українській літературі борсук згадується набагато рідше, ніж, наприклад, лисиця чи вовк. У блискучій поемі Івана Франка «Лис Микита» борсук Бабай виступає як найближчий родич головного персонажа, розсудливий і поважний звір.

В Українській Геральдиці борсук присутній на гербі сіл Терло і Новоселівка.
У романі російського письменника Леоніда Леонова «Борсуки» міщан порівнюють із борсуками, які турбуються лише за власний добробут.
На картинах європейських художників можна побачити полювання на борсуків з застосуванням собак. Також борсука зображено на поштових марках деяких держав.

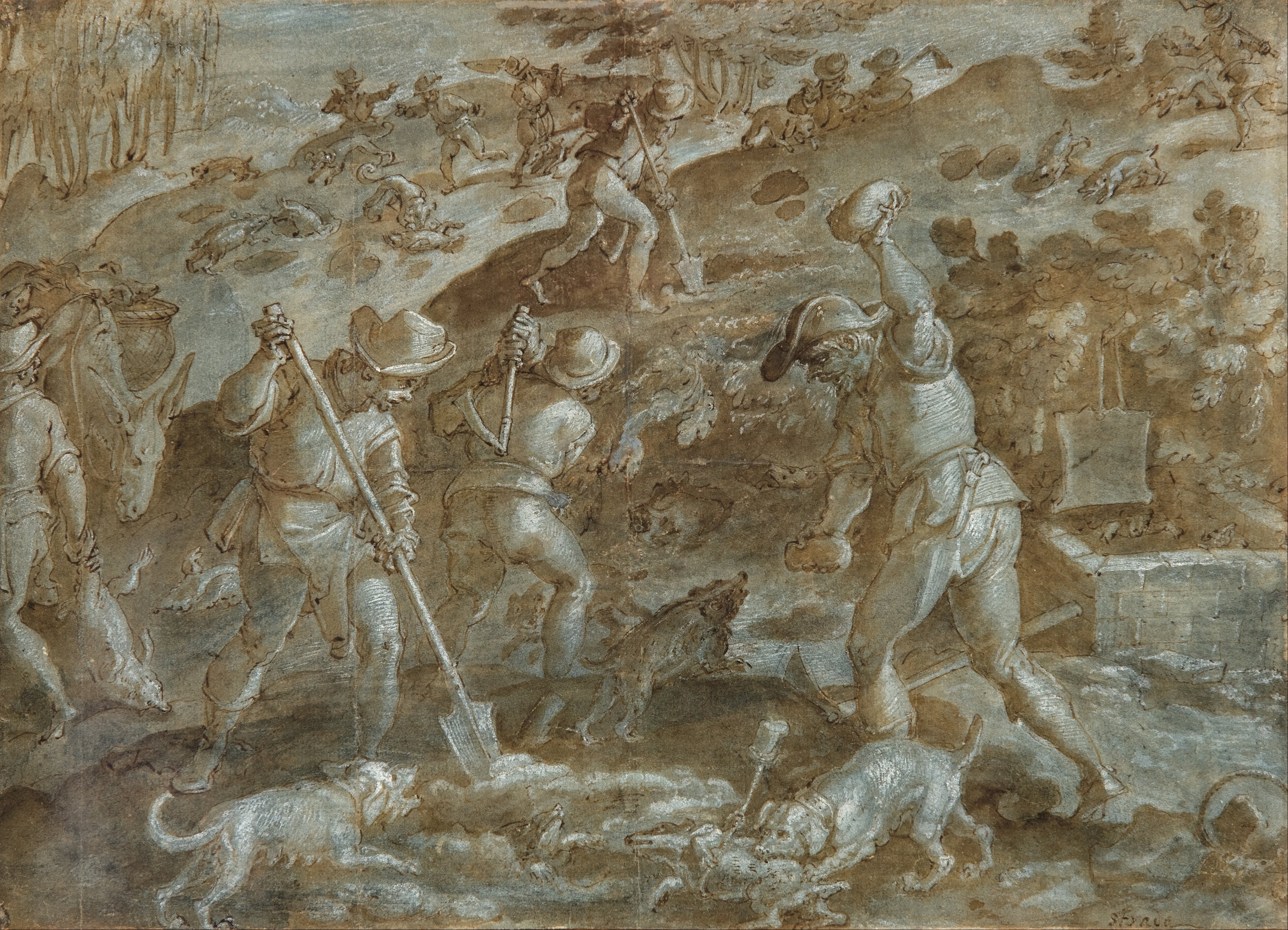
Полювання на борсуків. Joannes Stradanus (1523—1605, Італія)
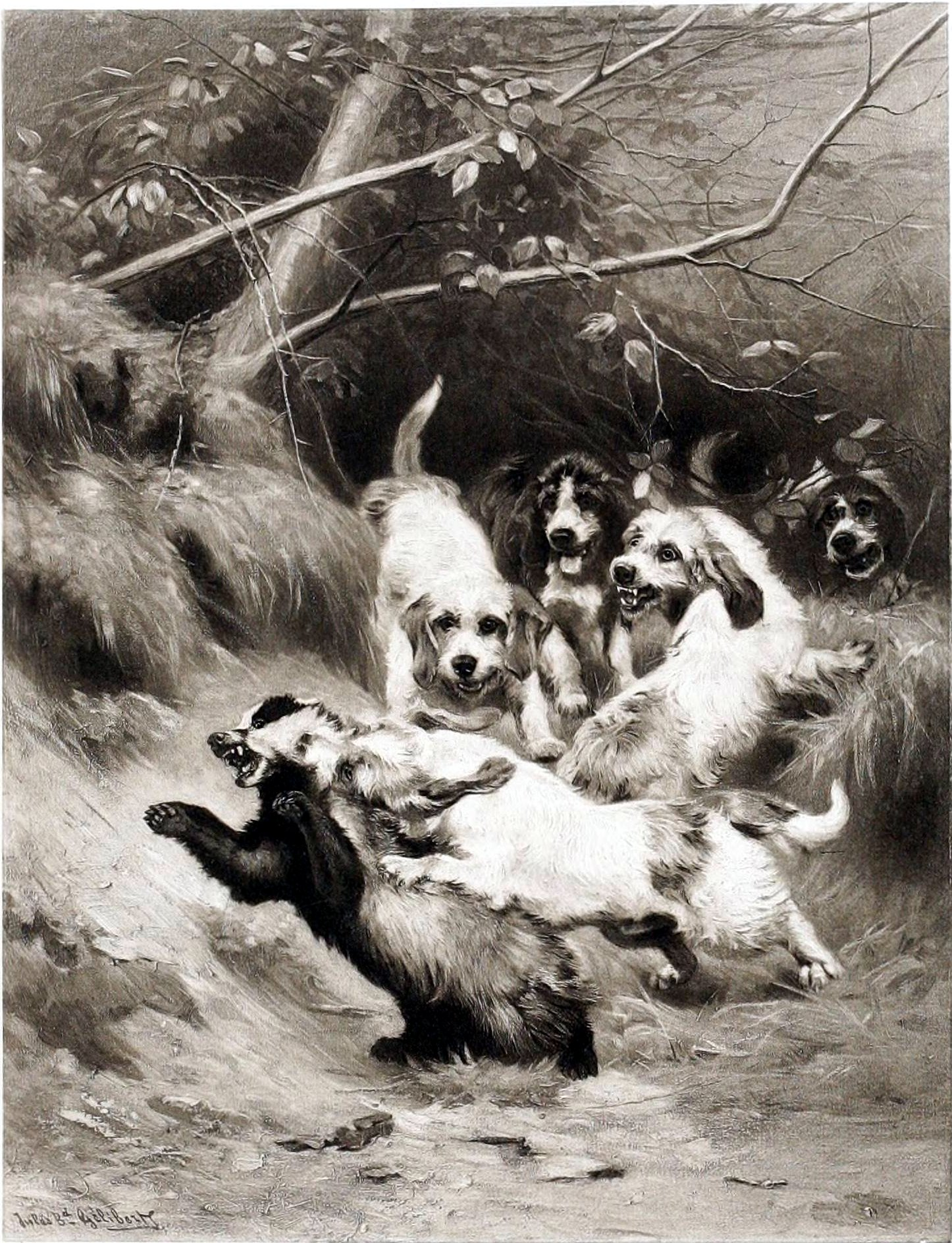
Полювання на борсука. Jules Bd Gelibert (1834—1916, Франція)